# Znaimer Gurken

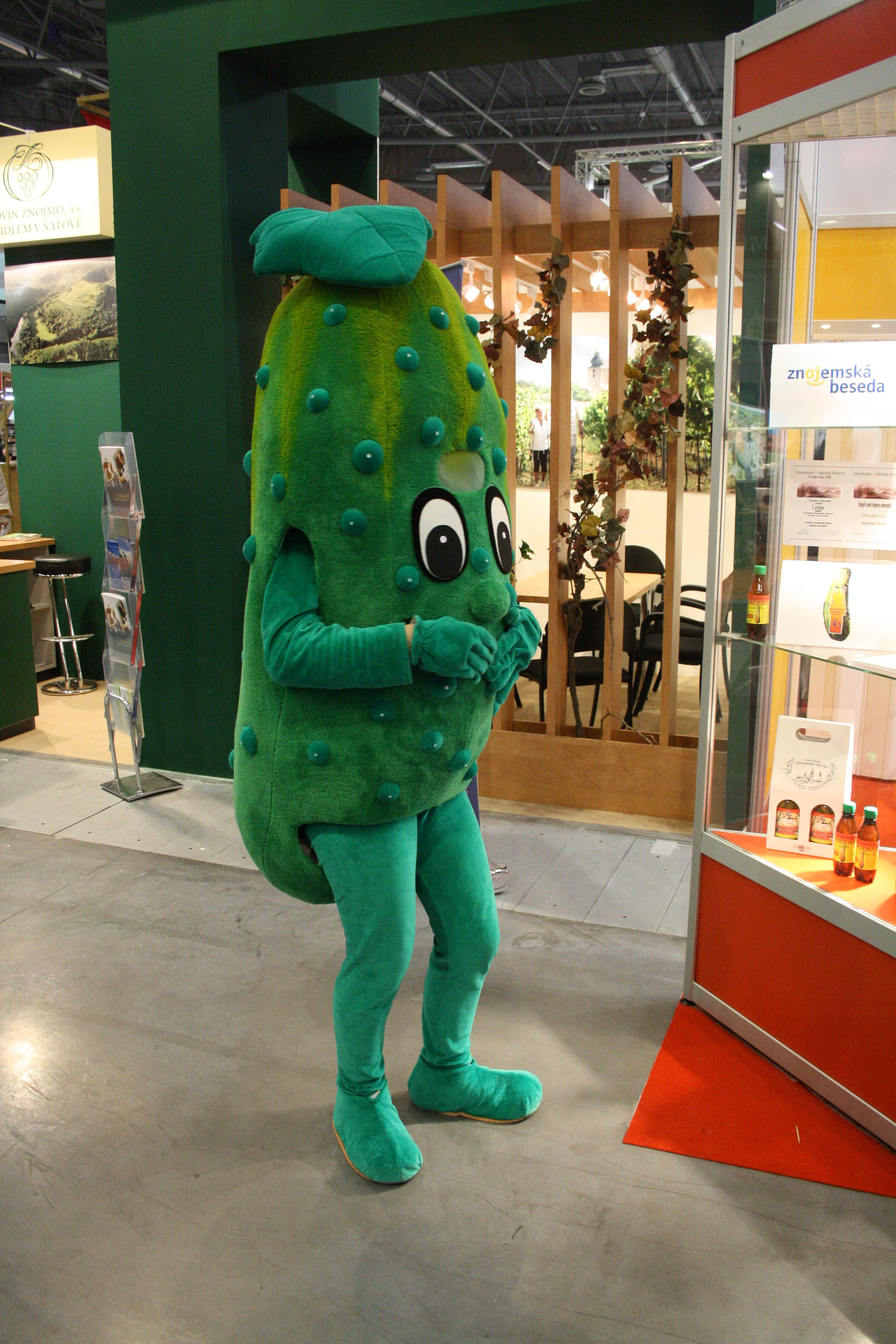
Maskottchen von Znaim – die Znaimer Gurke

Znaimer Gurken (tschechisch Znojemské okurky) sind das prominenteste landwirtschaftliche Produkt aus der tschechischen (südmährischen) Stadt Znojmo (Znaim) und ihrer Umgebung. Unter dem Begriff „Znaimer Gurken“, volkstümlich Umurken genannt, wurden verschiedene Sorten vermarktet. Die Bezeichnung betraf ähnlich einer Handelsmarke vor allem die Herkunftsregion.

## Geschichte
Der Anbau von Gurken ist seit Karl dem Großen bekannt, ging aber im Mittelalter drastisch zurück. Erst Kaiser Karl V. befahl wieder den verstärkten Anbau. Seine Berater sahen in diesem Gemüse ein Schutz- und Heilmittel gegen die Pest.
Mit der Einführung der Gurke als Feldfrucht im Raum Znaim wird immer wieder das Prämonstratenserstift Klosterbruck in Zusammenhang gebracht. Konkret genannt wird dabei der Abt des Prämonstratenser-Chorherrenstifts Sebastian Pátek z Čepiroh (Freytag von Čepirohy) aus dem 16. Jahrhundert, der sie als Heilmittel gegen die Pest propagiert haben soll. 1572 ließ er angeblich den Samen aus Ungarn bringen und soll dessen Anbau auf dem Thayaboden bei Znaim gefördert haben. Diese Verbindung von Stift Klosterbruck mit dem Gurkenanbau lässt sich allerdings urkundlich nicht belegen.
Vor allem wegen ihres Geschmacks setzten sie sich aber nicht durch. Nur in wenigen Gärten wurden sie weiterhin kultiviert. 1802 brachte der aus dem benachbarten Dorf Esseklee (Nesahleby) stammende fürstliche Kammerdiener Alexander Lutz Gurkensamen aus dem Orient mit. Durch die Kreuzung dieser Gurken mit den ursprünglich aus Ungarn stammenden entstanden durch weitere Sortenpflege wohlschmeckende Früchte, die später gemeinsam mit der weiteren Verarbeitung zum Welterfolg wurden, ohne dabei eine einheitliche Sorte zu bilden.
Etwa um 1850 trafen verschiedene Umstände zusammen, die den wirtschaftlichen Aufstieg der Znaimer Gurken begünstigten. Eine Erkrankung der Weinreben führte zu einem Rückgang des Weinbaus in der Region und der rückläufige finanzielle Ertrag des Getreidebaus zwang die Landwirte, Alternativen zu suchen. Gleichzeitig entwickelten sich in Znaim die ersten Ansätze einer industriellen Gurkenverarbeitung mit entsprechender Nachfrage nach Gurken. Schon um 1870, als Znaim an das Eisenbahnnetz angeschlossen wurde, waren Gurken eine wichtige Einnahmequelle von bis zu 10.000 Bauernfamilien, rund 200 Händlern und etwa 1000 Beschäftigten von etwa 100 Gurkeneinlegereien im Raum Znaim.
Das Ende der Znaimer Gurken begann bereits kurz nach der Gründung des Tschechoslowakei nach dem Ende der Donaumonarchie. Zwischen 1918 und 1920 sperrte der neue Staat seine Grenzen für alle Exporte. Zusätzlich drückten Großhändler die Gurkenpreise. Unter dem Druck der wirtschaftlichen Notwendigkeit wandten sich zahlreiche Bauern vom Gurkenanbau ab und wandten sich dem Anbau von Paradeisern und Gemüse ebenso zu, wie sie wieder verstärkt Getreide anbauten und neue Weingärten anlegten.
Zwar besserte sich die Lage der Bauern, die Gurken anbauten, unter der Herrschaft der Nationalsozialisten, die für gute Preise und eine sichere Abnahme sorgten. Den zahlreichen jüdischen Inhabern von gurkenverarbeitenden Betrieben in Znaim wurde jedoch die Weiterführung ihrer Betriebe unmöglich gemacht.
Mit der Vertreibung der deutschsprachigen Bevölkerung nach dem Zweiten Weltkrieg aus der Tschechoslowakei ging nicht nur das Wissen der Bauern über den Anbau der regionalen Gurkensorten unter den gegebenen örtlichen Klima- und Bodenverhältnissen verloren, auch die gut gehüteten und erfolgreichen Rezepte der einzelnen Gurkenverwerter standen den neuen Verantwortlichen in den Betrieben nicht mehr zur Verfügung. Die unter dem Sammelbegriff „Znaimer Gurke“ bekannt gewordenen Gurkensorten gelten unterdessen als ausgestorben.

## Verarbeitungsbetriebe
Die Verarbeitung der Znaimer Gurken erfolgte in drei Grundtypen, nämlich als
- Essiggurken,
- Salzgurken und als
- Salzgurken, die nach der milchsauren Vergärung in Essig umgelegt wurden.

Die jeweiligen Rezepte variierten zwischen den verschiedenen Herstellern und wurden von diesen vor allem bei Exportware zusätzlich an die Vorlieben der jeweiligen Abnehmerländer angepasst.
Zur Verwertung der so genannten Znaimer Gurken bestanden um 1925 über 60 Konservenfabriken in Znaim, von denen die Gurken unter anderem auch nach Amerika exportiert wurden. Ursprünglich wurden die Gurken fassweise verkauft und transportiert. Allerdings war diese Art des Transports umständlich und unpraktisch. Der Znaimer Gurkeneinleger S. M. Zeisel führte schließlich die Gurkengläser („Gurkenflaschen“) mit fünf, zwei und einem Liter Inhalt ein.
Erste gewaltsame Änderungen in den Besitzverhältnissen dieser Betriebe brachten zunächst die Nationalsozialisten mit ihrer rigorosen antisemitischen Haltung. So musste etwa Herbert Felix von Löw & Felix, ein Teilhaber des 1868 gegründeten Gurkenverarbeitungsbetriebes, nach Schweden flüchten. Zunächst baute er dort mit AB Felix einen Verarbeitungsbetrieb für Gurken auf und kam später nach Österreich, wo er in Mattersburg Felix Austria gründete.
Durch die Vertreibung der deutschstämmigen Bevölkerung aus Tschechien kam auch die Familie Frey aus Znaim nach Wien. Nach dem Verlust der dortigen seit mindestens sechs Generationen in Familienbesitz stehenden „Znaimer Konservenfabrik“ bauten sie im 21. Wiener Gemeindebezirk Floridsdorf die Firma Frey Delikatessen auf.
An der Gründung weiterer Firmen, die sich vor allem mit dem Einlegen und Konservieren von Gurken befassen, wie etwa Efko oder Machland waren ebenfalls aus dem Raum Znaim stammende Personen mit ihrem Fachwissen beteiligt.
Gegenwärtig scheinen neben privaten Kleinverarbeitern die Firma Znojmia s.r.o. – seit 2003 als Tochterfirma von Hamé s.r.o. – und Znojemská okurka die einzigen noch in Znaim aktiven Verarbeitungsbetriebe für Gurken zu sein.
Vom Verein Znojemská Beseda wird alljährlich im August die Gurkenwoche mit Wettbewerben um die besten Rezepte für eingelegte Gurken, Gurkenverkostungen, aber auch einem Kulturprogramm veranstaltet.
Mit dem steigenden Erfolg der Gurkenindustrie entwickelte sich auch eine entsprechende Zulieferindustrie, die ebenfalls für zahlreiche Arbeitsplätze sorgte, da die Konservenbetriebe große Mengen an Essig, Fässern, Kisten und später auch Gläsern, aber auch Gewürzpflanzen wie beispielsweise Dill benötigten.

## Kulinarik
Durch die Beifügung des Zusatzes „Znaimer“ zu den Namen verschiedener Speisen wie Gulasch oder Rostbraten wurde lediglich der Umstand ausgedrückt, dass diesen Speisen durch die Zugabe von Gurken eine besondere geschmackliche Note verliehen wurde, und nicht deren regionale Herkunft (Znaimer Gulasch, Znaimer Rostbraten, Znaimer Kotelette, Znaimer Rindsschnitzel).

## Stempelmotiv
Im späten 19. Jahrhundert erhielt die im Thayaboden gelegene Ortschaft Pumlitz einen neuen Gemeindestempel, der bis um 1920 Gültigkeit besaß.
Der ovale Stempel zeigte als Motiv eine Gurke mit Blattranke sowie zwei Blüten und zwei Eichenblätter. Als Umschrift waren die Worte „Pumlitz“ und „Gemeindeamt“ zu lesen. Pumlitz war damit die einzige Gemeinde des Thayabodens, welche die Znaimer Gurken zu ihrem Gemeindesymbol erhob.
Gurken waren aber auch gemeinsam mit verschiedenen Stadtansichten ein häufiges Motiv auf Ansichtskarten von Znaim.